# Lista siturilor arheologice din județul Neamț - T
Lista siturilor arheologice din județul Neamț - T conține toate siturile arheologice din județul Neamț înscrise în Repertoriul Arheologic Național (RAN) și aflate în localități al căror nume începe cu litera T. RAN este administrat de Ministerul Culturii și Patrimoniului Național și cuprinde date științifice, cartografice, topografice, imagini și planuri, precum și orice alte informații privitoare la zonele cu potențial arheologic, studiate sau nu, încă existente sau dispărute.
Puteți căuta un sit din localitățile care încep cu litera T folosind formularul de mai jos sau puteți naviga prin toate siturile din județ la Lista siturilor arheologice din județul Neamț.
| Cod RAN                                   | Denumire | Localitate                      | Adresă             | Datare                           | Descoperit | Coordonate                                       | Imagine           | Erori            |
| ----------------------------------------- | --- | ------------------------------- | ------------------ | -------------------------------- | ---------- | ------------------------------------------------ | ----------------- | ---------------- |
| 124625.01.01                              | Mănăstirea medievală de la Tazlău / ansamblu Mănăstirea Tazlău (Categorie: structură de cult/religioasă) (Tip: biserică)                 | sat Tazlău, comuna Tazlău       |                    | sec. XV - XVI                    |            |                                                  | Încărcați imagine | Raportați eroare |
| 124625.01.01                              | Mănăstirea medievală de la Tazlău / ansamblu Mănăstirea Tazlău / complex anonim (Categorie: structură de cult/religioasă) (Tip: mormânt) | sat Tazlău, comuna Tazlău       |                    |                                  |            |                                                  | Încărcați imagine | Raportați eroare |
| 124625.01.02                              | Mănăstirea medievală de la Tazlău / ansamblu anonim (Categorie: structură de cult/religioasă) (Tip: Clădire)                             | sat Tazlău, comuna Tazlău       |                    | sec. XVIII - XIX                 |            |                                                  | Încărcați imagine | Raportați eroare |
| 124625.01.03                              | Mănăstirea medievală de la Tazlău / ansamblu anonim (Categorie: structură de cult/religioasă) (Tip: Mormânt)                             | sat Tazlău, comuna Tazlău       |                    | sec. XVIII - XIX                 |            |                                                  | Încărcați imagine | Raportați eroare |
| 121064.01.01                              | Situl arheologic de la Târgu Neamț - "Cartier Pometea" / ansamblu anonim (Categorie: locuire civilă) (Tip: Așezare)                      | oraș Târgu Neamț                | Cartier Pometea    | Cucuteni - B                     |            | 47°12′00″N 26°20′00″E / 47.2°N 26.33333°E        | Încărcați imagine | Raportați eroare |
| 121064.01.02                              | Situl arheologic de la Târgu Neamț - "Cartier Pometea" / ansamblu anonim (Categorie: locuire civilă) (Tip: Biserică)                     | oraș Târgu Neamț                | Cartier Pometea    | sec. XVI-XVII                    |            | 47°12′00″N 26°20′00″E / 47.2°N 26.33333°E        | Încărcați imagine | Raportați eroare |
| 121064.03.01 (Cod LMI: NT-II-m-A-10707)   | Cetatea Neamțului de la Târgu Neamț-Dealul Cetății / ansamblu Cetatea Neamțului (Categorie: fortificație) (Tip: Cetate)                  | oraș Târgu Neamț                | Dealul Cetății     | sec. XIV - XVII (ruinată - 1718) |            | 47°12′53″N 26°20′38″E / 47.2148333333°N 26.344°E | Încărcați imagine | Raportați eroare |
| 122800.01 (Cod LMI: NT-II-m-B-10726)      | Podul de piatră de la Turturești / ansamblu anonim (Categorie: construcție)                                                              | sat Turturești, comuna Girov    |                    |                                  |            |                                                  | Încărcați imagine | Raportați eroare |
| 124224.01.01                              | Situl arheologic de la Traian - Berindești / ansamblu anonim (Categorie: locuire civilă) (Tip: așezare)                                  | sat Traian, comuna Săbăoani     | Berindești         | sec. XIV - XVI                   |            |                                                  | Încărcați imagine | Raportați eroare |
| 124224.01.02                              | Situl arheologic de la Traian - Berindești / ansamblu anonim (Categorie: locuire civilă) (Tip: așezare)                                  | sat Traian, comuna Săbăoani     | Berindești         |                                  |            |                                                  | Încărcați imagine | Raportați eroare |
| 124224.01.03                              | Situl arheologic de la Traian - Berindești / ansamblu anonim (Categorie: locuire civilă) (Tip: așezare)                                  | sat Traian, comuna Săbăoani     | Berindești         | sec. II - III                    |            |                                                  | Încărcați imagine | Raportați eroare |
| 124224.01.04                              | Situl arheologic de la Traian - Berindești / ansamblu anonim (Categorie: locuire civilă) (Tip: așezare)                                  | sat Traian, comuna Săbăoani     | Berindești         | sec. IV                          |            |                                                  | Încărcați imagine | Raportați eroare |
| 124224.01.05                              | Situl arheologic de la Traian - Berindești / ansamblu anonim (Categorie: locuire civilă) (Tip: așezare)                                  | sat Traian, comuna Săbăoani     | Berindești         | sec. VI - VII                    |            |                                                  | Încărcați imagine | Raportați eroare |
| 125089.03.01                              | Așezarea eneolitică de la Traian - "Dealul Viei" / ansamblu anonim (Categorie: locuire civilă)                                           | sat Traian, comuna Zănești      | Dealul Viei        | Precucuteni                      |            | 46°49′25″N 26°35′15″E / 46.82357°N 26.58744°E    | Încărcați imagine | Raportați eroare |
| 122944.01.01                              | Situl arheologic de la Topolița - La NV de sat / ansamblu anonim (Categorie: locuire) (Tip: Așezare)                                     | sat Topolița, comuna Grumăzești | La NV de sat       | Precucuteni - II                 | 2007       | 47°10′34″N 26°21′49″E / 47.17612°N 26.36364°E    | Încărcați imagine | Raportați eroare |
| 122944.01.02                              | Situl arheologic de la Topolița - La NV de sat / ansamblu anonim (Categorie: locuire) (Tip: Așezare)                                     | sat Topolița, comuna Grumăzești | La NV de sat       | Noua                             | 2007       | 47°10′34″N 26°21′49″E / 47.17612°N 26.36364°E    | Încărcați imagine | Raportați eroare |
| 122944.01.03                              | Situl arheologic de la Topolița - La NV de sat / ansamblu anonim (Categorie: locuire) (Tip: Așezare)                                     | sat Topolița, comuna Grumăzești | La NV de sat       |                                  | 2007       | 47°10′34″N 26°21′49″E / 47.17612°N 26.36364°E    | Încărcați imagine | Raportați eroare |
| 122944.01.04                              | Situl arheologic de la Topolița - La NV de sat / ansamblu anonim (Categorie: locuire) (Tip: Așezare)                                     | sat Topolița, comuna Grumăzești | La NV de sat       | carpică                          | 2007       | 47°10′34″N 26°21′49″E / 47.17612°N 26.36364°E    | Încărcați imagine | Raportați eroare |
| 122944.01.05                              | Situl arheologic de la Topolița - La NV de sat / ansamblu anonim (Categorie: locuire) (Tip: Așezare)                                     | sat Topolița, comuna Grumăzești | La NV de sat       | Sântana de Mureș                 | 2007       | 47°10′34″N 26°21′49″E / 47.17612°N 26.36364°E    | Încărcați imagine | Raportați eroare |
| 124625.02.01                              | Tezaurul monetar de la Tazlău / ansamblu anonim (Categorie: decoperire monetară) (Tip: tezaur monetar)                                   | sat Tazlău, comuna Tazlău       | Dealul Cărămidărei | sec. II-III                      |            | 46°43′24″N 26°29′15″E / 46.72346°N 26.48742°E    | Încărcați imagine | Raportați eroare |
| 124732.01                                 | Situl arheologic de la Trifești-Dealul Felești / ansamblu anonim (Categorie: locuire)                                                    | sat Trifești, comuna Trifești   | Dealul Felești     |                                  |            | 46°53′03″N 26°50′38″E / 46.88425°N 26.84378°E    | Încărcați imagine | Raportați eroare |
| 124732.01.01                              | Situl arheologic de la Trifești-Dealul Felești / ansamblu anonim (Categorie: locuire) (Tip: așezare)                                     | sat Trifești, comuna Trifești   | Dealul Felești     | Daci liberi sec. II-III          |            | 46°53′03″N 26°50′38″E / 46.88425°N 26.84378°E    | Încărcați imagine | Raportați eroare |
| 124732.01.02                              | Situl arheologic de la Trifești-Dealul Felești / ansamblu anonim (Categorie: locuire) (Tip: așezare)                                     | sat Trifești, comuna Trifești   | Dealul Felești     |                                  |            | 46°53′03″N 26°50′38″E / 46.88425°N 26.84378°E    | Încărcați imagine | Raportați eroare |
| 124732.01.03                              | Situl arheologic de la Trifești-Dealul Felești / ansamblu anonim (Categorie: locuire) (Tip: așezare)                                     | sat Trifești, comuna Trifești   | Dealul Felești     | sec. IV-VII                      |            | 46°53′03″N 26°50′38″E / 46.88425°N 26.84378°E    | Încărcați imagine | Raportați eroare |
| 124643.01.01 (Cod LMI: NT-I-m-B-10540.03) | Situl arheolgic de la Tămășeni - "La Siliște" / ansamblu anonim (Categorie: locuire) (Tip: Așezare)                                      | sat Tămășeni, comuna Tămășeni   | La Siliște         | Monteoru                         |            | 45°59′00″N 26°58′00″E / 45.98333°N 26.96667°E    | Încărcați imagine | Raportați eroare |
| 124643.01.02                              | Situl arheolgic de la Tămășeni - "La Siliște" / ansamblu anonim (Categorie: locuire) (Tip: Necropolă)                                    | sat Tămășeni, comuna Tămășeni   | La Siliște         | Monteoru                         |            | 45°59′00″N 26°58′00″E / 45.98333°N 26.96667°E    | Încărcați imagine | Raportați eroare |
| 124643.01.03 (Cod LMI: NT-I-m-B-10540.02) | Situl arheolgic de la Tămășeni - "La Siliște" / ansamblu anonim (Categorie: locuire) (Tip: Așezare)                                      | sat Tămășeni, comuna Tămășeni   | La Siliște         | geto-dacică sec. II - III        |            | 45°59′00″N 26°58′00″E / 45.98333°N 26.96667°E    | Încărcați imagine | Raportați eroare |
| 124643.01.04 (Cod LMI: NT-I-m-B-10540.01) | Situl arheolgic de la Tămășeni - "La Siliște" / ansamblu anonim (Categorie: locuire) (Tip: Așezare)                                      | sat Tămășeni, comuna Tămășeni   | La Siliște         | sec. XIV - XVI                   |            | 45°59′00″N 26°58′00″E / 45.98333°N 26.96667°E    | Încărcați imagine | Raportați eroare |
| 123451.01.01 (Cod LMI: NT-I-m-B-10541.06) | Situl arheologic de la Târpești - "La Râpa lui Boda" / ansamblu anonim (Categorie: locuire) (Tip: Așezare)                               | sat Târpești, comuna Petricani  | La Râpa lui Boda   | Precucuteni                      |            | 47°10′00″N 26°26′00″E / 47.16667°N 26.43333°E    | Încărcați imagine | Raportați eroare |
| 123451.01.02 (Cod LMI: NT-I-m-B-10541.05) | Situl arheologic de la Târpești - "La Râpa lui Boda" / ansamblu anonim (Categorie: locuire) (Tip: Așezare)                               | sat Târpești, comuna Petricani  | La Râpa lui Boda   | Cucuteni - A                     |            | 47°10′00″N 26°26′00″E / 47.16667°N 26.43333°E    | Încărcați imagine | Raportați eroare |
| 123451.01.03 (Cod LMI: NT-I-m-B-10541.04) | Situl arheologic de la Târpești - "La Râpa lui Boda" / ansamblu anonim (Categorie: locuire) (Tip: Așezare)                               | sat Târpești, comuna Petricani  | La Râpa lui Boda   | Noua                             |            | 47°10′00″N 26°26′00″E / 47.16667°N 26.43333°E    | Încărcați imagine | Raportați eroare |
| 123451.01.04 (Cod LMI: NT-I-m-B-10541.03) | Situl arheologic de la Târpești - "La Râpa lui Boda" / ansamblu anonim (Categorie: locuire) (Tip: Așezare)                               | sat Târpești, comuna Petricani  | La Râpa lui Boda   |                                  |            | 47°10′00″N 26°26′00″E / 47.16667°N 26.43333°E    | Încărcați imagine | Raportați eroare |
| 123451.01.05 (Cod LMI: NT-I-m-B-10541.02) | Situl arheologic de la Târpești - "La Râpa lui Boda" / ansamblu anonim (Categorie: locuire) (Tip: Așezare)                               | sat Târpești, comuna Petricani  | La Râpa lui Boda   | sec. II - III                    |            | 47°10′00″N 26°26′00″E / 47.16667°N 26.43333°E    | Încărcați imagine | Raportați eroare |
| 123451.01.06 (Cod LMI: NT-I-m-B-10541.01) | Situl arheologic de la Târpești - "La Râpa lui Boda" / ansamblu anonim (Categorie: locuire) (Tip: Așezare)                               | sat Târpești, comuna Petricani  | La Râpa lui Boda   | sec. VI - VII                    |            | 47°10′00″N 26°26′00″E / 47.16667°N 26.43333°E    | Încărcați imagine | Raportați eroare |
| 122016.01.01 (Cod LMI: NT-I-s-B-10542)    | Necropola tumulară de la Târzia - "Vatra satului" / ansamblu anonim (Categorie: descoperire funerară) (Tip: Necropolă tumulară)          | sat Târzia, comuna Brusturi     | Vatra satului      | sec. III - IV                    |            | 47°18′N 26°21′E / 47.3°N 26.35°E                 | Încărcați imagine | Raportați eroare |
| 122016.02.01 (Cod LMI: NT-I-s-B-10543)    | Așezarea eneolitică de la Târzia - "La Islaz" / ansamblu anonim (Categorie: locuire civilă) (Tip: Așezare)                               | sat Târzia, comuna Brusturi     | La Islaz           | Cucuteni - A                     |            | 47°19′00″N 26°22′00″E / 47.31667°N 26.36667°E    | Încărcați imagine | Raportați eroare |
| 125089.01.01 (Cod LMI: NT-I-m-B-10544.02) | Situl arheologic de la Traian - "La Izvoare" / ansamblu anonim (Categorie: locuire civilă) (Tip: Așezare)                                | sat Traian, comuna Zănești      | La Izvoare         | geto-dacică sec. II - III        |            | 47°02′00″N 26°51′00″E / 47.03333°N 26.85°E       | Încărcați imagine | Raportați eroare |
| 125089.01.02 (Cod LMI: NT-I-m-B-10544.01) | Situl arheologic de la Traian - "La Izvoare" / ansamblu anonim (Categorie: locuire civilă) (Tip: Așezare)                                | sat Traian, comuna Zănești      | La Izvoare         | sec. XIV - XV                    |            | 47°02′00″N 26°51′00″E / 47.03333°N 26.85°E       | Încărcați imagine | Raportați eroare |
| 125089.02.01 (Cod LMI: NT-I-m-B-10545.02) | Așezarea neo-eneolitică de la Traian - "Dealul Fântânilor" / ansamblu anonim (Categorie: locuire civilă) (Tip: Așezare)                  | sat Traian, comuna Zănești      | Dealul Fântânilor  | ceramicii liniare                |            | 46°50′00″N 26°35′00″E / 46.83333°N 26.58333°E    | Încărcați imagine | Raportați eroare |
| 125089.02.02 (Cod LMI: NT-I-m-B-10545.01) | Așezarea neo-eneolitică de la Traian - "Dealul Fântânilor" / ansamblu anonim (Categorie: locuire civilă) (Tip: Așezare)                  | sat Traian, comuna Zănești      | Dealul Fântânilor  | Cucuteni - AB                    |            | 46°50′00″N 26°35′00″E / 46.83333°N 26.58333°E    | Încărcați imagine | Raportați eroare |